# 共同交戦能力

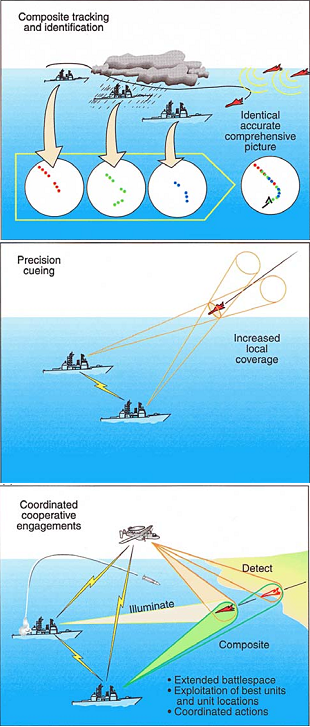
共同交戦能力のコンセプトを表したシェーマ。

共同交戦能力（きょうどうこうせんのうりょく、英語: Cooperative Engagement Capability, CEC）は、射撃管制精度のデータリンクによって部隊・艦隊内でセンサー情報の統合や長射程火力の遠隔管制などを図り、部隊レベルの戦闘力を統合する能力。アメリカ海軍との共同研究に基づき、システムデザインはジョンズ・ホプキンズ大学応用物理研究所（JHU/APL）、開発作業はレイセオン（現在のRTX）が担当している。

## 来歴
CECの発想の源流は、1977年から着手されたBGAAWC（Battle Group Anti-Air Warfare Coordination）計画に遡る。これはイージス艦が他の艦と協同するにあたり、イージスシステムの優れた探知・対処能力を活用する手法を検討したものだったが、イージスシステムで得た情報を他の艦の射撃にまで用いるためには、ジャミングへの耐性と敵味方識別、複数ユニットが捉えた航跡（track）情報を融合する際の困難、そして無線通信によるデータ転送の転送速度といった課題があった。このうち、敵味方識別については、多数の航跡情報に対する敵味方識別を高速化・自動化したAutoID、また航跡情報の融合についてはグリッドロック（Gridlock）といったシステムが開発された。
そして、BGAAWC計画から派生したのがCECである。研究作業は1985年より着手され、1989年には陸上でのデモンストレーション、1990年8月には初の洋上試験が行われた。この洋上試験はニューポートニューズ沖で行われ、タイコンデロガ級ミサイル巡洋艦「サン・ジャシント」と「レイテ・ガルフ」に所要の機材を積み込んだバンを搭載、海兵隊の地上施設と連携した。1992年には海軍の調達計画に組み込まれ、1994年10月から1995年3月にかけて、第6艦隊の「ドワイト・D・アイゼンハワー」戦闘群とともに、地中海で最初の試験配備が行われた。1995年5月に重要な試験段階のマイルストーンを通過し、1996年度で初期作戦能力（IOC）を達成、2002年4月3日に制式化された。

## 設計

### 原理・能力

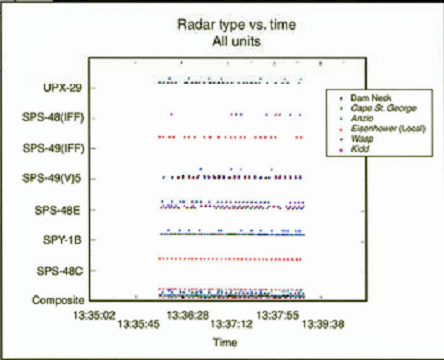
複数センサー情報の融合。

CECは、各ユニットのレーダーから得られたデータ（センサー観測値: sensor measurement reports, SMR）を生のままで共有し、自艦・機が装備するレーダーのように処理できるという特徴がある。目標位置に関する情報を共有するという点では通常の戦術データ・リンクと同様だが、従来の戦術データ・リンクでは各ユニットのレーダーから得られたデータを航跡情報（track: TRK）として処理した上で共有しているため、目標位置と考えられる点を中心として、誤差要素と特有のアルゴリズムから導出した半径によって描かれる球体が、目標の存在確率空間となるのに対し、CECではレーダーのビーム幅と距離分解能から導出される楕円柱が目標の存在確率空間となる。この楕円柱は、半径に対して高さがかなり小さく平べったい形状をしており、従来の戦術データ・リンクで目標の存在確率空間として描かれる球体と比べると、体積にして数百分の1に縮小する。
CECでは、BGAAWC計画時代に開発されたグリッドロック技術などを活用することで、異なる位置・周波数・走査速度のレーダーのデータを統合し、部隊全体で一貫した航跡情報を得ることができる。これにより、気象条件や敵のジャミングの影響があった場合も、その影響が少ない部分を統合して、航跡情報として生成することができる。また個々のレーダーでの信号処理の際には活用されていなかったデータを他のレーダーから得られたデータと統合処理し、複数のレーダーで単一の目標を探知することで、個々のレーダーで別々に探知するときよりも高精度の情報を得ることができる。
CECのシステムを活用することで、自艦のレーダーの覆域外での目標探知・交戦が可能となり、これはNIFC-CAと称される。SM-6のようにファイア・アンド・フォーゲット能力を備えたミサイルをCECと組み合わせれば、他のユニットから共有されたデータに基づいて目標を探知・攻撃することが可能となり、目標を自艦のレーダーで探知せずに交戦を完結することもできるため、遠隔交戦（Engage on Remote: EoR）と称される。

### システム構成
CECを実現するシステムは CETPS (Cooperative Engagement Transmission Processing Set) と総称されている。艦載用の試作システムがAN/USG-1、艦載用の量産化システムがAN/USG-2、航空機搭載用システムがAN/USG-3、海兵隊が装備する複合追跡ネットワーク（CEC Composite Tracking Network ）をAN/USG-4Bと称する。また、オーストラリア海軍艦艇搭載のものはAN/USG-7B、海上自衛隊艦艇搭載のものはAN/USG-10Bと称されている。
CETPSは、情報処理システムとしてのCEP（Cooperative Engagement Processor）と、データ通信システムとしてのDDS（Data Distribution System）を主要なサブシステムとして構成される。CEPはCECネットワークに関係する全てのユニットからの目標データを共通のアルゴリズムで処理し、1つの合成データを形成する。

#### DDS

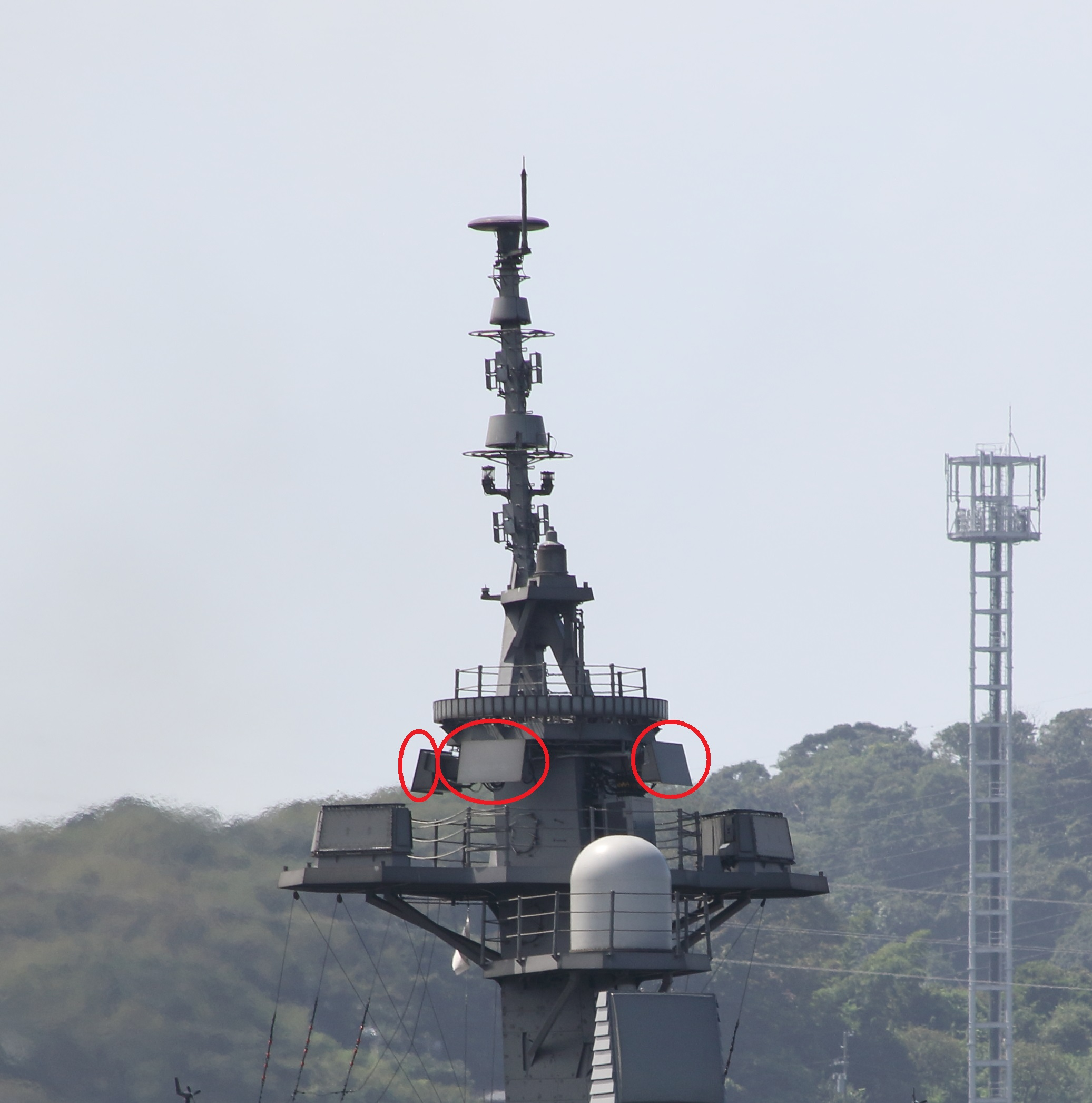
護衛艦「まや」のDDSアンテナ（赤く囲まれた部分）

CECでは生のデータを共有する必要から、コンピュータネットワークとしては、Mbps級のデータ転送速度とミリ秒レベルの低遅延性が求められる。CEC計画発足時に主流だった半二重通信式の送受信機でこの高い要求水準を満たすため、JHU/APLで開発されたTDPA（Time Division Pairwise Access）技術が導入された。これは時分割複信の一種だが、送信と受信の割り振り順序を工夫することで遅延を低減している。
生のデータに対応するには、全ての参加ユニット間の相対位置を高精度で把握する必要がある。DDSのアンテナは、火器管制レーダーと同様にビームを成形するとともに、相互にビーコン追尾を行う機能も備えており、数フィートの誤差精度で相対位置を把握することができる。当初はパッシブ・フェーズドアレイ・アンテナが用いられていたが、後にアクティブ・フェーズドアレイ・アンテナに変更された。送信機には進行波管（TWT）が用いられており、動作周波数はCバンドである。またDDSには300万年で1秒という誤差精度のセシウム原子時計が内蔵されており、4次元的な位置の把握およびTDPA処理に活用される。
なおTDPAは時分割方式であり、同時参加ユニット数が増えると遅延の問題が生じることから、同時参加ユニット数は24ユーザー未満とされている。CECブロック2では、複数のグループを構成することで同時参加可能なユニット数を増やすことが試みられていたが、TTNT（Tactical Targeting Network Technology、戦術ターゲティングネットワーク）技術の導入によってこれに近い機能が達成されたことから、2004年にブロック2の開発はキャンセルされた。